# Gymnosphaera kingii
Gymnosphaera kingii là một loài thực vật có mạch trong họ Cyatheaceae. Loài này được (Clarke) Copel. mô tả khoa học đầu tiên năm 1947.